# Uudenkaupungin saaristo
Uudenkaupungin saaristo este o arie protejată (arie specială de conservare — SAC, sit de importanță comunitară — SCI, arie de protecție specială avifaunistică — SPA) din Finlanda întinsă pe o suprafață de 56.992 ha, integral pe uscat.

## Localizare
Centrul sitului Uudenkaupungin saaristo este situat la coordonatele 60°54′27″N 21°04′37″E / 60.9075°N 21.0769°E.

## Înființare
Situl Uudenkaupungin saaristo a fost declarat sit de importanță comunitară în august 1998 pentru a proteja 33 de specii de animale. Alte tipuri de protecție:
- arie de protecție specială avifaunistică (în august 1998)[2]
- arie specială de conservare (în aprilie 2015)[1][3][4]

## Biodiversitate
Situată în ecoregiunea boreală, aria protejată conține 23 de habitate naturale: Păduri fino-scandinave bogate în ierburi cu Picea abies, Pășuni din zone de pădure fino-scandinave, Păduri caducifoliate de mlaștină fino-scandinave, Mlaștini împădurite, Vegetație anuală la limita mareei, Lagune de coastă, Recifuri, Vegetație perenă pe țărmurile stâncoase, Faleze cu vegetație de pe coastele atlantice și baltice, Insulițe și insule mici din Baltica boreală, Pășuni de coastă din Baltica boreală, Litoraluri nisipoase din Baltica boreală cu vegetație perenă, Cursuri de apă de la nivel de câmpie la nivel montan, cu vegetație Ranunculion fluitantis și Callitricho-Batrachion, Pajiști uscate europene, Pajiști fino-scandinave uscate până la mezice, bogate în specii de altitudine mică, Alvar nordic și șisturi calcaroase precambriene, Liziere de ierburi înalte hidrofile de câmpie și de nivel montan până la alpin, Mlaștini turboase de tranziție și turbării mișcătoare, Pante stâncoase silicioase cu vegetație casmofită, Roci stâncoase cu vegetație pionieră de Sedo-Scleranthion sau Sedo albi-Veronicion dillenii, Taiga vestică, Păduri caducifoliate bătrâne naturale hemiboreale fino-scandinave (Quercus, Tilia, Acer, Fraxinus sau Ulmus) bogate în specii epifite, Păduri naturale în etape succesive primare ale suprafețelor emergente de coastă.
La baza desemnării sitului se află mai multe specii protejate:
- păsări (30): alca (Alca torda), stârc cenușiu (Ardea cinerea), pietruș (Arenaria interpres), Aythya marila, cocoșul de mesteacăn (Bonasa bonasia), Branta leucopsis, buha (Bubo bubo), Calidris alpina schinzii, Cepphus grylle, gușă vânătă (Cyanecula svecica), ciocănitoare neagră (Dryocopus martius), cocor (Grus grus), pescăriță mare (Hydroprogne caspia), sfrâncioc roșiatic (Lanius collurio), Larus fuscus fuscus, pescăruș râzător (Larus ridibundus), rață catifelată (Melanitta fusca), rață neagră (Melanitta nigra), Mergellus albellus, pietrar sur (Oenanthe oenanthe), corcodel-urechiat (Podiceps auritus), eider (Somateria mollissima), rață cârâitoare (Spatula querquedula), chiră de baltă (Sterna hirundo), Sterna paradisaea, silvie porumbacă (Sylvia nisoria), călifar alb (Tadorna tadorna), fluierar negru (Tringa erythropus), fluierar de mlaștină (Tringa glareola), fluierarul cu picioare roșii (Tringa totanus)
- mamifere (3): Halichoerus grypus, veveriță zburătoare siberiană (Pteromys volans), Pusa hispida botnica

Pe lângă speciile protejate, pe teritoriul sitului au mai fost identificate 9 specii de plante, 4 specii de păsări, 2 specii de mamifere.